# Бентивиньи, Франц Эккард фон
Франц Эккард фон Бентиви́ньи (нем. Franz Eccard von Bentivegni; 18 июля 1896 года, Потсдам, Германия — 4 апреля 1958 года, Висбаден, ФРГ) — один из руководителей германской военной разведки, начальник военной контрразведки (Абвер III); генерал-лейтенант (1945).

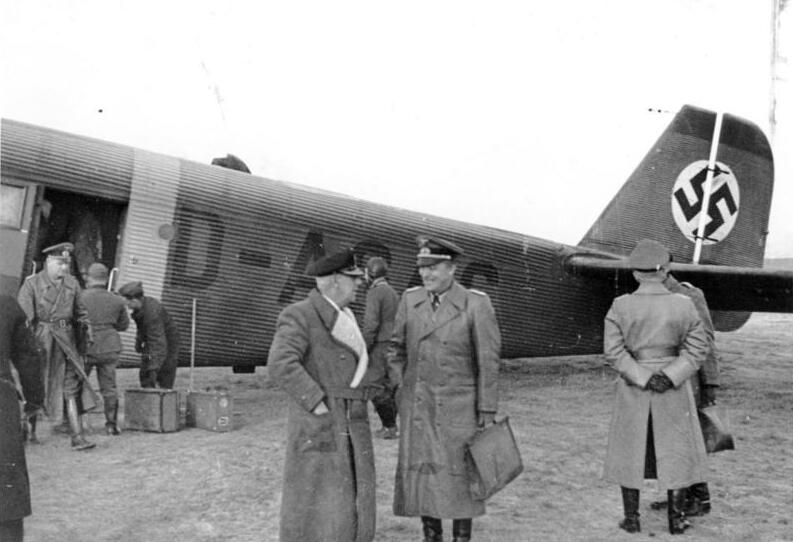
Канарис и Бентивиньи

Из семьи офицера. Беспартийный. Военную карьеру начал, вступив 22 июля 1915 фанен-юнкером во 2-й Гвардейский полк полевой артиллерии, и к 11 мая 1916 дослужился там до чина лейтенанта. С 5 июля по 31 августа 1916 — в школе полевой артиллерии в Ютербоге. Пройдя обучение, вместе со своим полком отправлен на Западный фронт. 6 апреля 1918 был ранен и по 30 апреля 1918 находился в госпитале в Намюре. После выздоровления — в запасном батальоне.
После войны Бентивиньи был с 16 мая 1919 адъютантом 3-го батальона его кадрового полка, затем недолго служил в 26-м артполку Рейхсвера. Откомандирован на курсы пулемётчиков при пехотном училище в Вюнсдорфе, а с 24 сентября 1920 — адъютант и судовой офицер 15-го артиллерийского полка.
1 января 1921 переведен в 3-й батальон 3-го (Прусского) артполка (Ютербог). Там он служил с 1 апреля 1925 адъютантом и 31 июля 1925 произведен в оберлейтенанты. Два с половиной года спустя назначен в 8-ю батарею полка. 1 октября 1928 года завершил курсы обучения офицерского состава при штабе 2-й дивизии в Штеттине. (В период Веймарской республики это обучение проводилось децентрализованно).
С 1 октября 1930 при берлинской комендатуре (с перерывом на время с 1931 по 15.11.1932, проведенное в министерстве обороны). Капитан (1 декабря 1932). Далее, с 1 сентября 1933 при штабе 2-й дивизии; потом с 1 июля 1935 в артиллерийском полку (Франкфурт-на-Одере) и с 15 октября 1935 — командир батареи в 23-м артиллерийском полку.
Уже в чине майора (с 1 апреля 1936), с 1 июля по 6 октября находился при штабе IX АК. В 1936—1938 гг. — начальник отдела I-Ц (разведывательного) при штабе 12-го военного округа (Висбаден). 1 апреля 1938 занял пост старшего офицера (1О) штаба 26-й пехотной дивизии.
Бентивиньи с 1 марта 1939 — начальник отдела в OKW, где ему было также поручена работа в III (контрразведыветельном) отделе Абвера. Через месяц, вместе с чином подполковника он получил и назначение на пост главы III отдела.
4 ноября 1939 руководит конференцией в Кёльн-Мюльхайм, на которой анализируется применение Тайной полевой полиции (GFP) в Польской кампании. В своей вступительной речи он изложил задачу GFP как контроль за действующей армией.
Полковник (с 1 июня 1941) Бентивиньи был с 15 сентября 1943 по 17 мая 1944 года выведен в резерв фюрера, периодически работал и в своём бывшем отделе; прошёл курсы обучения высших офицеров. Уже в чине генерал-майора он был командиром 170-й (май-декабрь 1944) и 81-й пехотных дивизий. 30 января 1945 произведен в генерал-лейтенанты; вместе с остатками своей дивизии сдался советским войскам в плен в мае 1945 в Курляндском котле в Латвии.
Арестован советскими войсками 17 мая 1945 года. Содержался в Бутырской тюрьме и Владимирском лагере. 9 февраля 1952 года военным трибуналом войск МВД Московского военного округа приговорён к 25 годам тюремного заключения как военный преступник. Одним из эпизодов обвинения было участие GFP в массовых убийствах советских евреев в Бабьем Яру. 9 октября 1955 года, как неамнистированный военный преступник передан ФРГ. В том же году освобождён.

## Награды
- Железный крест (1914 г.) 1-го и 2-го класса
- Знак за ранение 3-й степени («чёрный»)
- Медаль «В память 1 октября 1938 года» с планкой «Пражский Град»
- Медаль «За выслугу лет в вермахте» 4-го, 3-го, 2-го и 1-го класса (25 лет)[3]
- Пряжка к Железному кресту 2-го и 1-го класса
- Командор Ордена Звезды Румынии (1941)
- Командор ордена Короны Италии (1941)
- финский Орден Креста Свободы 2-го класса (1942)
- болгарский Орден «Святой Александр» 2-го класса с мечами (1942)
- Дважды упомянут в Вермахтберихт (8 и 18 августа 1944)[3]